# 집회

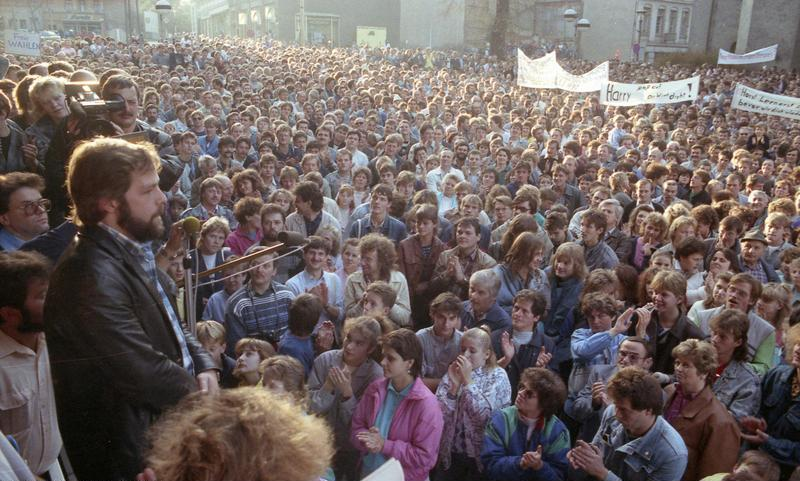
동독에서 진행됐던 월요 시위는 베를린 장벽이 무너지는 데 일조하였다.

정치 집회, 즉 넓은 의미에서의 집회(集會)는 다수의 사람들이 일정한 공동의 목적을 가지고 일정한 장소에 일시적으로 모이는 행위이고, 좁은 의미에서의 시위(示威)는 다수의 사람들이 모여 일정한 공동의 목적을 관철하고자 공동의 의사를 표현하는 행위다. 영어의 ‘데먼스트레이션’(영어: demonstration)을 줄여서 데모라고도 한다.

## 형식

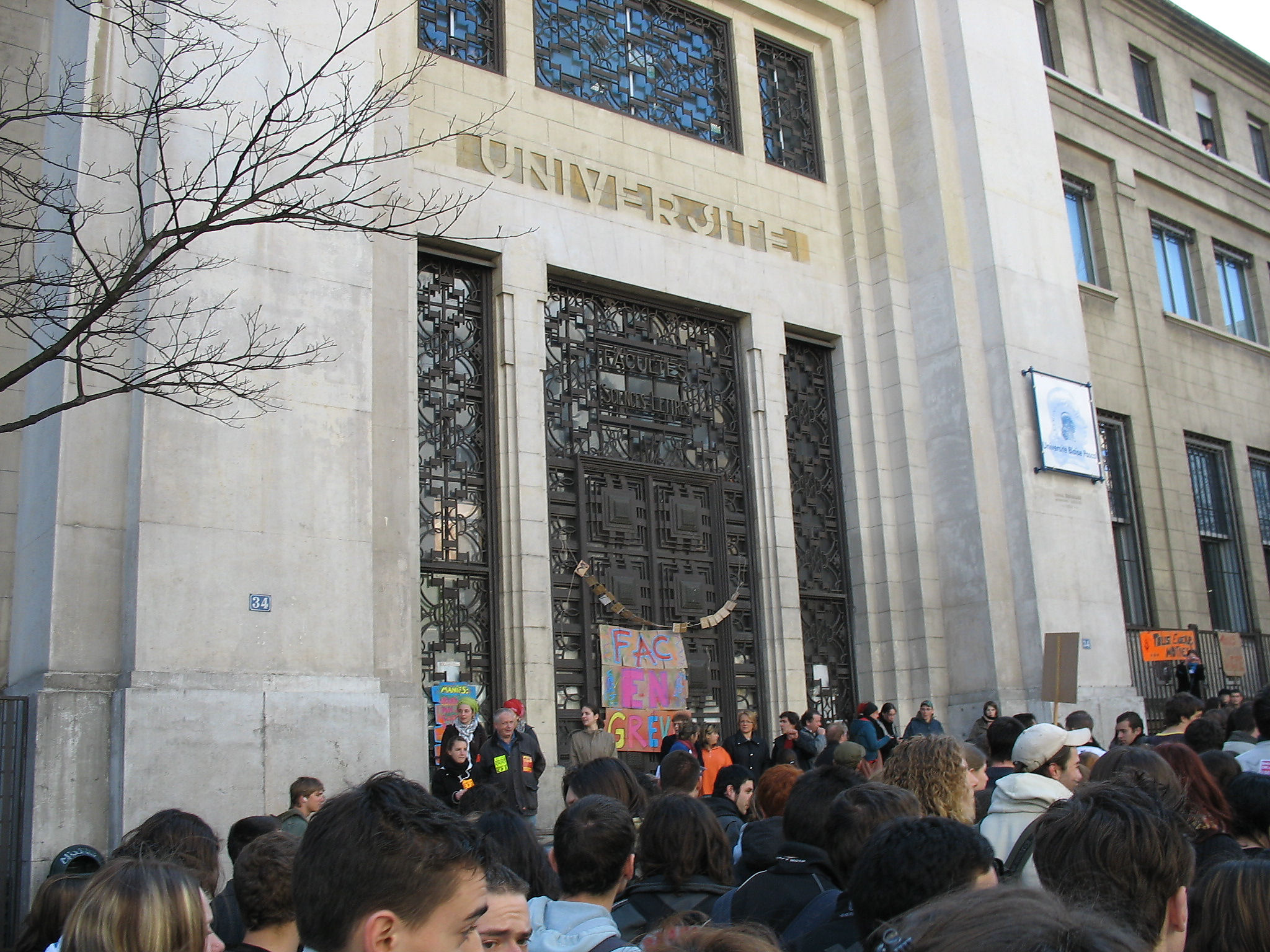
2005년 3월 클레르몽페랑 대학에서 진행된 피켓 시위

집회는 다양한 형식으로 진행된다. 대표적인 집회 형식은 다음과 같다.
- 행진: 경로를 따라 사람들이 걸으면서 진행하는 항의 행동.
- 궐기대회: 어떤 자리에 사람들이 모여 진행하는 항의 행동.
- 피켓: 보통 노동자가 특정 장소를 포위하고 출근을 방해하거나 하면서 진행하는 항의 행동.
- 농성: 어떤 자리를 점거하고 일정 기간 동안, 혹은 문제가 해결될 때까지 떠나지 않는 항의 행동.

집회는 주로 그 집회보다 큰 대규모 시민 저항(en)의 일부를 차지한다. 또 대부분의 집회는 사람들이 자발적으로 모여 진행하지만, 가끔은 전략적인 목적으로 이용되기도 한다. 집회는 일반적으로 대중에게 공개된 채로 진행되지만, 집회 참여자들이 매우 한정된 단체나 사람에게만 자신의 의견을 표출하고 싶은 경우에는 비대중적으로 진행되기도 한다. 실제로 모여서 진행하는 집회 외에도 온라인 상에서 진행되는 온라인 시위 혹은 사이버 시위도 존재한다. 온라인 시위에서 사이트의 접속을 방해하면서 농성하는 것은 “가상 연좌시위”라고 한다.
일부 집회의 인근에서는 그 집회에 반대되는 뜻을 가진 시위대가 역으로 집회를 하기도 한다. 이 두 시위대의 충돌이 심해지면 폭력으로도 번질 수 있다.
정부 주도 집회(en)는 정부에서 계획하고 주도한 집회를 뜻한다. 이러한 집회는 전략적인 목적으로 사용된 집회에 속한다. 이란 이나 중화민국, 쿠바, 소련, 아르헨티나에서 정부 주도 집회를 진행한 적이 있었다.

### 시간과 장소

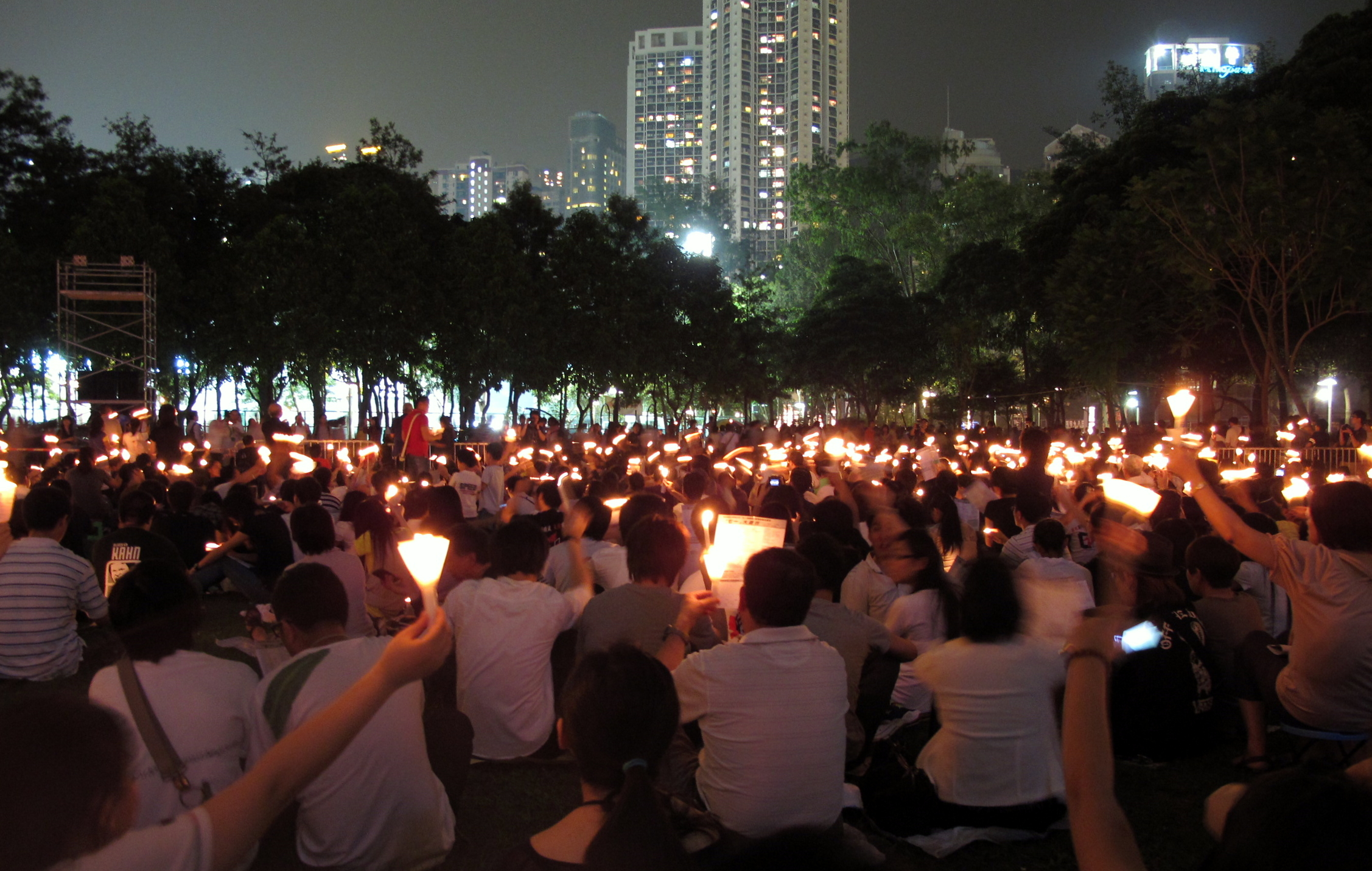
빅토리아 파크에서 열린 톈안먼 사건 21주년 집회

집회 시간은 단순히 적절한 것을 고르는 경우도 있지만, 역사적, 문화적 의미를 두고 정하는 경우도 있다. 예를 들어 집회와 관련된 기념일을 집회 날짜로 정하는 것 등이 있다.
주로 집회는 대중에게 호소하기 위해 유동 인구가 많은 곳에서 진행되는 경우가 많다. 또 집회와 밀접한 장소에서 집회를 진행하기도 한다. 예를 들어 특정 국가에 대한 시위를 할 때 그 국가의 대사관 앞에서 시위를 진행하는 것 등이 있다.

## 나라별 집회

### 대한민국
집회 및 시위에 관한 법률(약칭 집시법) 2조 2항에 따르면, "시위"란 여러 사람이 공동의 목적을 가지고 도로, 광장, 공원 등 일반인이 자유로이 통행할 수 있는 장소를 행진하거나 위력(威力) 또는 기세(氣勢)를 보여, 불특정한 여러 사람의 의견에 영향을 주거나 제압(制壓)을 가하는 행위를 말한다. 위 법의 명칭에 따르면 시위와 집회는 구분되는 것으로 보이나, 법 조항에서는 "집회"에 대한 정의를 하지 않고 있다. 현행 법에서는 야간 집회는 허용되고 있으나 야간 시위는 금지되고 있는데, 어떤 조항에도 집회와 시위간의 뚜렷한 구분이 없어 경찰의 자의적 단속이 가능하다는 지적이 있다.

### 미국
미국의 수정 헌법 1조에서는 고충을 시정하기 위한 방편으로 집회의 자유와 평화적 시위를 보장하고 있다.
하지만 최근 미국에서는 시위의 대상인 행사가 이뤄지는 곳에서 동떨어진 곳에 "자유 발언 지역"을 설치해 시위 지역을 제한하는 경우가 점점 많아지고 있다. 하지만 일부에서는 이런 형태의 제약이 수정 헌법 1조에 위배되는 것이며, 시위의 영향을 축소시킨다며 "자유 발언 지대"를 비판하는 목소리도 있다. 많은 지역에서는 시위를 위해서는 정부의 허가를 얻어야 한다.

### 영국
"2005년 중요 범죄 및 경찰 법"과 "2006년 테러리즘 법"에 따라 사람들이 통과할 수 없는 '보호지대'라는 지역을 정할 수 있게 되었다. 이전에는 군대 주둔지나 핵발전소와 같은 곳이 보호지대로 정해졌었으나, 법이 바뀌며 정치적인 지역과 같은 다른 곳에도 보호지대를 정할 수 있게 했다. 이전에는 이 지대를 침범하더라도 범죄를 저지르지 않고 안내하에 이 지대를 빠져나가는 사람들은 체포할 수 없었으나, 곧 법안이 수정되면 이 역시 바뀔 것으로 보인다.

## 같이 보기
- 항의
- 폭동
- 집회와 시위에 관한 법률
- 집회와 결사의 자유
- 1인 시위